# Общебриттский язык
Общебри́ттский язык (также именуемый прабриттским и древнебриттским) — вымерший кельтский язык, на котором говорили в Британии около тысячи лет с VI в. до н. э. по VI в. нашей эры. На завершающем этапе своего существования распался на валлийский, камбрийский, корнуэльский, бретонский диалекты, ставшие впоследствии самостоятельными языками.
Испытал на себе очень существенное романское влияние во времена римского владычества, особенно сказавшееся во время христианизации. На том этапе употреблялся на равных с латынью, что и обусловило многочисленные латинские заимствования (составившие практически 100 % общебриттской церковной терминологии).

## Лингвистическая характеристика

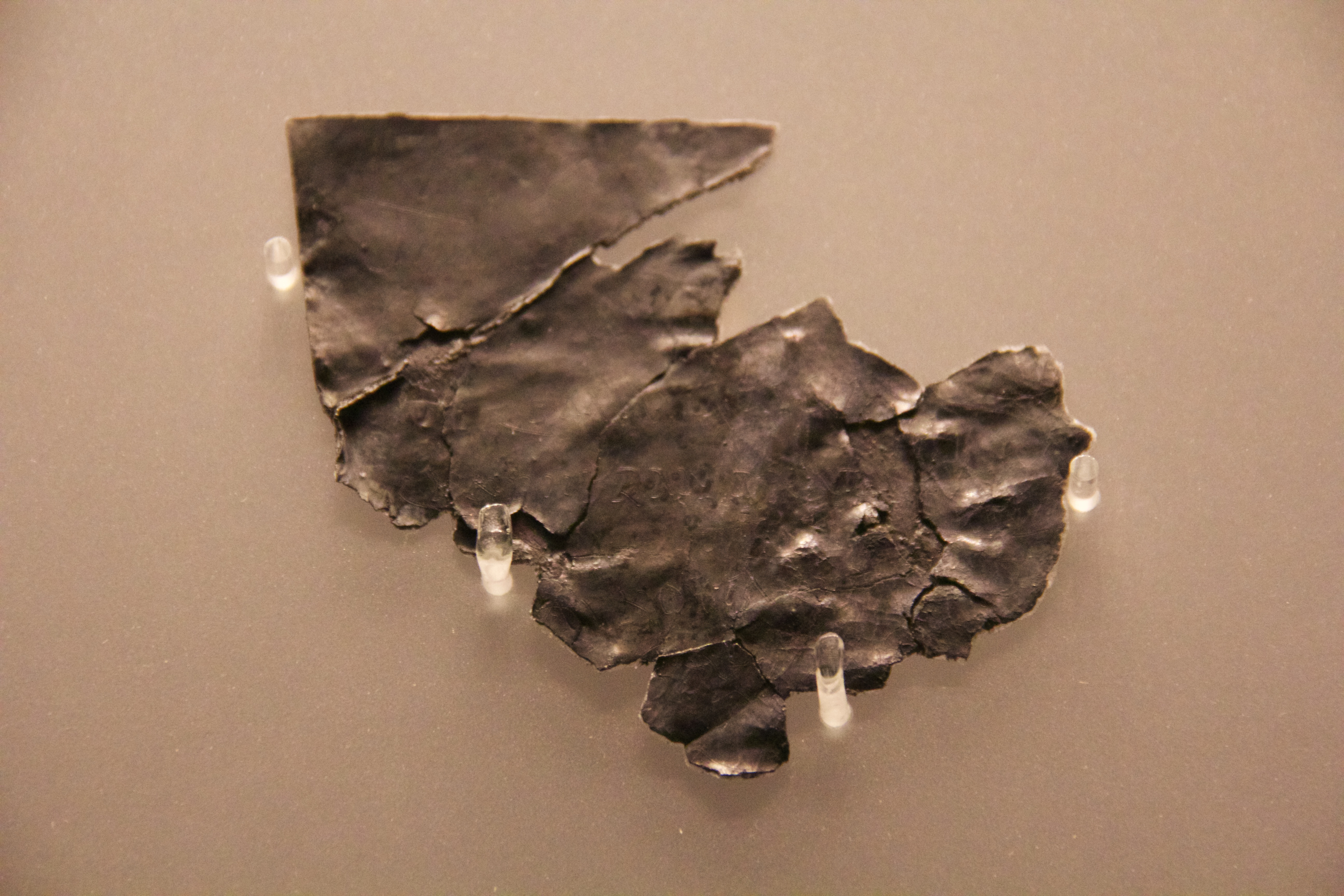
Фрагмент ритуальной таблички, извлечённой из-под руин римской бани, с текстом, возможно написанным на общебриттском языке

### Общие сведения
По всей вероятности, на формирование и генезис общебриттского языка серьёзным образом повлияли погодно-климатические факторы, характерные для Британских островов, а также географические факторы, в особенности разобщённость от материковых кельтских языков, вкупе с иноземным влиянием в римский период.

### Падежи
Имел не менее пяти падежей:
- Именительный
- Звательный
- Винительный
- Родительный
- Дательный

### Ономастика

#### Топонимика

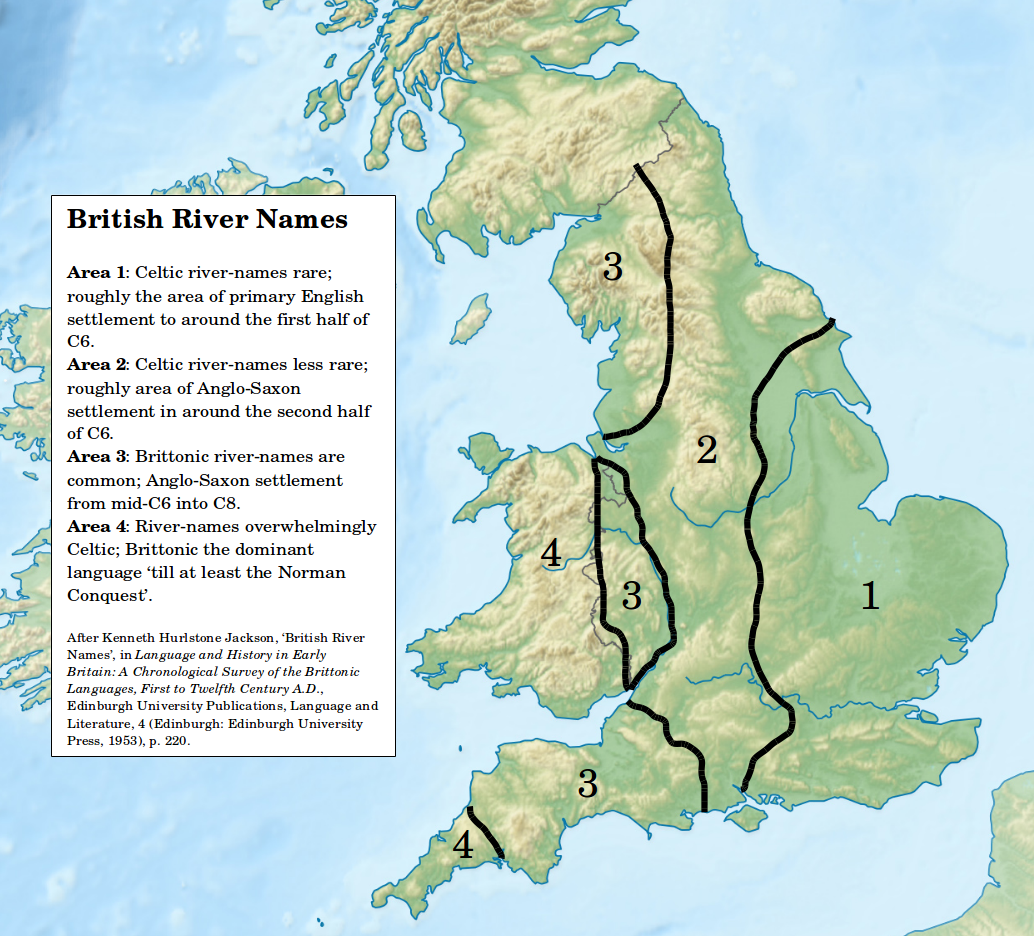
Распространённость кельтских названий британских рек по Кеннету Джексону (1953)

Сохранился ряд ойконимов и гидронимов предположительно общебриттского происхождения:
- Авон (от abonā = река)
- Дувр (от dubrīs = воды)
- Йорк (от ebur-ākon = тисовая роща)
- Кент (от canto- = граница)
- Лотиан (от Lugudũn = крепость бога Луга)
- Танет (от tann-eto = дубрава)
- Темза (от Tamesis = тёмная [вода])

и другие.